# Епархия Ахонри
Епархия Ахонри (лат. Dioecesis Achadensis, ирл. Deoise Achadh Conaire) — диоцез Римско-католической церкви, в составе митрополии Туама на западе Ирландии. Клир епархии включает 42 священника (41 епархиальных и 1 монашествующего).

## География
Епархия охватывает части графств Мейо, Роскоммон и Слайго. Самые большие города — Чарлстаун, Килтама и Суинфорд.
Кафедральный собор Благовещения Пресвятой Девы Марии и Святого Нати расположен в Баллахадеррине и был построен в 1850-х годах.

## История
В ирландских летописях епархию часто называют епископством Луини. Он не был образован на синоде в Рэтбрессиле в 1111 году, однако уже в 1152 году Маэль Руанаид Уа Руадаин фигурировал как «епископ Луини» в документах Келлского синода. Святыми покровителями считаются святые Нат И и Аттракта.
В январе 2020 года папа Франциск назначил епископом Ахонри приходского священника Ньюбриджа, отца Пола Демпси. Рукоположение отца Демпси в сан епископа было назначено на апрель 2020 года, но отложено до лета того же года из-за вспышки COVID-19.